# ددیووا
ددیووا (به لهستانی:  Dydiowa) یک روستا در لهستان است که در گمینا لوتوویسکا واقع شده‌است. ددیووا ۰ نفر جمعیت دارد.